# Hystichodesmus cubensis
Hystichodesmus cubensis är en mångfotingart som beskrevs av Loomis 1938. Hystichodesmus cubensis ingår i släktet Hystichodesmus, ordningen banddubbelfotingar, klassen dubbelfotingar, fylumet leddjur och riket djur. Inga underarter finns listade i Catalogue of Life.